# 胜利街道 (敦化市)
胜利街道，是中华人民共和国吉林省延边朝鲜族自治州敦化市下辖的一个乡镇级行政单位。

## 行政区划
胜利街道下辖以下地区：
南湖社区、长城社区、民和社区、文苑社区和凌武社区。